# Liste der Nummer-eins-R&B-Alben in den USA (2008)
Dies ist eine Liste der Nummer-eins-Alben in den von Billboard ermittelten Verkaufscharts für R&B- sowie Rap-Alben in den USA im Jahr 2008. In diesem Jahr erreichten siebenundzwanzig R&B-Alben und achtzehn Rap-Alben Nummer-eins-Status.

## R&B-Alben (Top 100)
| ← 2007 ← | Liste der Nummer-eins-R&B-Alben in den USA | Liste der Nummer-eins-R&B-Alben in den USA | Liste der Nummer-eins-R&B-Alben in den USA | 2009 →                    |
| \| Zeitraum \| Wo. ges. \| Interpret \| Titel \| Zusätzliche Informationen \| \| (Zeitraum, Wochen auf Platz eins, Interpret, Titel, zusätzliche Informationen) \| \| \| \| \| \| ------------------------------------------------------------------------------ \| -------- \| ---------------- \| --------------------------- \| ------------------------- \| \| 29. Dezember 2007 – 4. Januar 2008 1 Woche (insgesamt 5) \| 5 \| Alicia Keys \| As I Am[1] \| – \| \| 5. Januar 2008 – 1. Februar 2008 4 Wochen (insgesamt 4) \| 4 \| Mary J. Blige \| Growing Pains[2] \| – \| \| 2. Februar 2008 – 8. Februar 2008 1 Woche (insgesamt 1) \| 1 \| Raheem DeVaughn \| Love Behind the Melody[3] \| – \| \| 9. Februar 2008 – 22. Februar 2008 2 Wochen (insgesamt 6) \| 6 \| Mary J. Blige \| Growing Pains \| – \| \| 23. Februar 2008 – 7. März 2008 2 Wochen (insgesamt 7) \| 7 \| Alicia Keys \| As I Am \| – \| \| 8. März 2008 – 14. März 2008 1 Woche (insgesamt 7) \| 7 \| Mary J. Blige \| Growing Pains \| – \| \| 15. März 2008 – 28. März 2008 2 Wochen (insgesamt 2) \| 2 \| Janet Jackson \| Discipline[4] \| – \| \| 29. März 2008 – 4. April 2008 1 Woche (insgesamt 1) \| 1 \| Rick Ross \| Trilla[5] \| – \| \| 5. April 2008 – 11. April 2008 1 Woche (insgesamt 1) \| 1 \| Danity Kane \| Welcome to the Dollhouse[6] \| – \| \| 12. April 2008 – 18. April 2008 1 Woche (insgesamt 1) \| 1 \| Day26 \| Day26[7] \| – \| \| 19. April 2008 – 25. April 2008 1 Woche (insgesamt 1) \| 1 \| Trina \| Still da Baddest[8] \| – \| \| 26. April 2008 – 2. Mai 2008 1 Woche (insgesamt 1) \| 1 \| Ray J \| All I Feel[9] \| – \| \| 3. Mai 2008 – 16. Mai 2008 2 Wochen (insgesamt 2) \| 2 \| Mariah Carey \| E=MC²[10] \| – \| \| 17. Mai 2008 – 23. Mai 2008 1 Woche (insgesamt 1) \| 1 \| Lyfe Jennings \| Lyfe Change[11] \| – \| \| 24. Mai 2008 – 30. Mai 2008 1 Woche (insgesamt 3) \| 3 \| Mariah Carey \| E=MC² \| – \| \| 31. Mai 2008 – 6. Juni 2008 1 Woche (insgesamt 1) \| 1 \| Keith Sweat \| Just Me[12] \| – \| \| 7. Juni 2008 – 13. Juni 2008 1 Woche (insgesamt 1) \| 1 \| Bun B \| II Trill[13] \| – \| \| 14. Juni 2008 – 27. Juni 2008 2 Wochen (insgesamt 2) \| 2 \| Usher \| Here I Stand[14] \| – \| \| 28. Juni 2008 – 1. August 2008 5 Wochen (insgesamt 5) \| 5 \| Lil Wayne \| Tha Carter III[15] \| – \| \| 2. August 2008 – 15. August 2008 2 Wochen (insgesamt 2) \| 2 \| Nas \| Untitled[16] \| – \| \| 16. August 2008 – 22. August 2008 1 Woche (insgesamt 6) \| 6 \| Lil Wayne \| Tha Carter III \| – \| \| 23. August 2008 – 29. August 2008 1 Woche (insgesamt 1) \| 1 \| Lloyd \| Lessons in Love[17] \| – \| \| 30. August 2008 – 5. September 2008 1 Woche (insgesamt 7) \| 7 \| Lil Wayne \| Tha Carter III \| – \| \| 6. September 2008 – 12. September 2008 1 Woche (insgesamt 1) \| 1 \| Ice Cube \| Raw Footage[18] \| – \| \| 13. September 2008 – 19. September 2008 1 Woche (insgesamt 1) \| 1 \| The Game \| LAX[19] \| – \| \| 20. September 2008 – 3. Oktober 2008 2 Wochen (insgesamt 2) \| 2 \| Young Jeezy \| The Recession[20] \| – \| \| 4. Oktober 2008 – 10. Oktober 2008 1 Woche (insgesamt 1) \| 1 \| Ne-Yo \| Year of the Gentleman[21] \| – \| \| 11. Oktober 2008 – 17. Oktober 2008 1 Woche (insgesamt 1) \| 1 \| Jazmine Sullivan \| Fearless[22] \| – \| \| 18. Oktober 2008 – 14. November 2008 4 Wochen (insgesamt 4) \| 4 \| T.I. \| Paper Trail[23] \| – \| \| 15. November 2008 – 21. November 2008 1 Woche (insgesamt 1) \| 1 \| John Legend \| Evolver[24] \| – \| \| 22. November 2008 – 28. November 2008 1 Woche (insgesamt 5) \| 5 \| T.I. \| Paper Trail \| – \| \| 29. November 2008 – 5. Dezember 2008 1 Woche (insgesamt 1) \| 1 \| T-Pain \| Three Ringz[25] \| – \| \| 6. Dezember 2008 – 12. Dezember 2008 1 Woche (insgesamt 1) \| 1 \| Beyoncé \| I Am … Sasha Fierce[26] \| – \| \| 13. Dezember 2008 – 19. Dezember 2008 1 Woche (insgesamt 1) \| 1 \| Kanye West \| 808s & Heartbreak[27] \| – \| \| 20. Dezember 2008 – 26. Dezember 2008 1 Woche (insgesamt 2) \| 2 \| Beyoncé \| I Am … Sasha Fierce \| – \| |                                            |                                            |                                            |                           |
| ← 2007 |                                            |                                            |                                            | → 2009 →                  |
| Zeitraum | Wo. ges.                                   | Interpret                                  | Titel                                      | Zusätzliche Informationen |
| (Zeitraum, Wochen auf Platz eins, Interpret, Titel, zusätzliche Informationen) |                                            |                                            |                                            |                           |
| 29. Dezember 2007 – 4. Januar 2008 1 Woche (insgesamt 5) | 5                                          | Alicia Keys                                | As I Am                                    | –                         |
| 5. Januar 2008 – 1. Februar 2008 4 Wochen (insgesamt 4) | 4                                          | Mary J. Blige                              | Growing Pains                              | –                         |
| 2. Februar 2008 – 8. Februar 2008 1 Woche (insgesamt 1) | 1                                          | Raheem DeVaughn                            | Love Behind the Melody                     | –                         |
| 9. Februar 2008 – 22. Februar 2008 2 Wochen (insgesamt 6) | 6                                          | Mary J. Blige                              | Growing Pains                              | –                         |
| 23. Februar 2008 – 7. März 2008 2 Wochen (insgesamt 7) | 7                                          | Alicia Keys                                | As I Am                                    | –                         |
| 8. März 2008 – 14. März 2008 1 Woche (insgesamt 7) | 7                                          | Mary J. Blige                              | Growing Pains                              | –                         |
| 15. März 2008 – 28. März 2008 2 Wochen (insgesamt 2) | 2                                          | Janet Jackson                              | Discipline                                 | –                         |
| 29. März 2008 – 4. April 2008 1 Woche (insgesamt 1) | 1                                          | Rick Ross                                  | Trilla                                     | –                         |
| 5. April 2008 – 11. April 2008 1 Woche (insgesamt 1) | 1                                          | Danity Kane                                | Welcome to the Dollhouse                   | –                         |
| 12. April 2008 – 18. April 2008 1 Woche (insgesamt 1) | 1                                          | Day26                                      | Day26                                      | –                         |
| 19. April 2008 – 25. April 2008 1 Woche (insgesamt 1) | 1                                          | Trina                                      | Still da Baddest                           | –                         |
| 26. April 2008 – 2. Mai 2008 1 Woche (insgesamt 1) | 1                                          | Ray J                                      | All I Feel                                 | –                         |
| 3. Mai 2008 – 16. Mai 2008 2 Wochen (insgesamt 2) | 2                                          | Mariah Carey                               | E=MC²                                      | –                         |
| 17. Mai 2008 – 23. Mai 2008 1 Woche (insgesamt 1) | 1                                          | Lyfe Jennings                              | Lyfe Change                                | –                         |
| 24. Mai 2008 – 30. Mai 2008 1 Woche (insgesamt 3) | 3                                          | Mariah Carey                               | E=MC²                                      | –                         |
| 31. Mai 2008 – 6. Juni 2008 1 Woche (insgesamt 1) | 1                                          | Keith Sweat                                | Just Me                                    | –                         |
| 7. Juni 2008 – 13. Juni 2008 1 Woche (insgesamt 1) | 1                                          | Bun B                                      | II Trill                                   | –                         |
| 14. Juni 2008 – 27. Juni 2008 2 Wochen (insgesamt 2) | 2                                          | Usher                                      | Here I Stand                               | –                         |
| 28. Juni 2008 – 1. August 2008 5 Wochen (insgesamt 5) | 5                                          | Lil Wayne                                  | Tha Carter III                             | –                         |
| 2. August 2008 – 15. August 2008 2 Wochen (insgesamt 2) | 2                                          | Nas                                        | Untitled                                   | –                         |
| 16. August 2008 – 22. August 2008 1 Woche (insgesamt 6) | 6                                          | Lil Wayne                                  | Tha Carter III                             | –                         |
| 23. August 2008 – 29. August 2008 1 Woche (insgesamt 1) | 1                                          | Lloyd                                      | Lessons in Love                            | –                         |
| 30. August 2008 – 5. September 2008 1 Woche (insgesamt 7) | 7                                          | Lil Wayne                                  | Tha Carter III                             | –                         |
| 6. September 2008 – 12. September 2008 1 Woche (insgesamt 1) | 1                                          | Ice Cube                                   | Raw Footage                                | –                         |
| 13. September 2008 – 19. September 2008 1 Woche (insgesamt 1) | 1                                          | The Game                                   | LAX                                        | –                         |
| 20. September 2008 – 3. Oktober 2008 2 Wochen (insgesamt 2) | 2                                          | Young Jeezy                                | The Recession                              | –                         |
| 4. Oktober 2008 – 10. Oktober 2008 1 Woche (insgesamt 1) | 1                                          | Ne-Yo                                      | Year of the Gentleman                      | –                         |
| 11. Oktober 2008 – 17. Oktober 2008 1 Woche (insgesamt 1) | 1                                          | Jazmine Sullivan                           | Fearless                                   | –                         |
| 18. Oktober 2008 – 14. November 2008 4 Wochen (insgesamt 4) | 4                                          | T.I.                                       | Paper Trail                                | –                         |
| 15. November 2008 – 21. November 2008 1 Woche (insgesamt 1) | 1                                          | John Legend                                | Evolver                                    | –                         |
| 22. November 2008 – 28. November 2008 1 Woche (insgesamt 5) | 5                                          | T.I.                                       | Paper Trail                                | –                         |
| 29. November 2008 – 5. Dezember 2008 1 Woche (insgesamt 1) | 1                                          | T-Pain                                     | Three Ringz                                | –                         |
| 6. Dezember 2008 – 12. Dezember 2008 1 Woche (insgesamt 1) | 1                                          | Beyoncé                                    | I Am … Sasha Fierce                        | –                         |
| 13. Dezember 2008 – 19. Dezember 2008 1 Woche (insgesamt 1) | 1                                          | Kanye West                                 | 808s & Heartbreak                          | –                         |
| 20. Dezember 2008 – 26. Dezember 2008 1 Woche (insgesamt 2) | 2                                          | Beyoncé                                    | I Am … Sasha Fierce                        | –                         |

## Rap-Alben (Top 25)
| ← 2007 ← | Liste der Nummer-eins-R&B-Alben in den USA | Liste der Nummer-eins-R&B-Alben in den USA | Liste der Nummer-eins-R&B-Alben in den USA | 2009 →                    |
| \| Zeitraum \| Wo. ges. \| Interpret \| Titel \| Zusätzliche Informationen \| \| (Zeitraum, Wochen auf Platz eins, Interpret, Titel, zusätzliche Informationen) \| \| \| \| \| \| ------------------------------------------------------------------------------ \| -------- \| ----------------- \| ------------------------------ \| ------------------------- \| \| 29. Dezember 2007 – 4. Januar 2008 1 Woche (insgesamt 1) \| 1 \| Bow Wow & Omarion \| Face Off[28] \| – \| \| 5. Januar 2008 – 25. Januar 2008 3 Wochen (insgesamt 3) \| 3 \| Lupe Fiasco \| Lupe Fiasco's The Cool[29] \| – \| \| 26. Januar 2008 – 1. Februar 2008 1 Woche (insgesamt 2) \| 2 \| Jay-Z \| American Gangster[30] \| – \| \| 2. Februar 2008 – 22. Februar 2008 3 Wochen (insgesamt 6) \| 6 \| Lupe Fiasco \| Lupe Fiasco's The Cool \| – \| \| 23. Februar 2008 – 29. Februar 2008 1 Woche (insgesamt 3) \| 3 \| Jay-Z \| American Gangster \| – \| \| 1. März 2008 – 7. März 2008 1 Woche (insgesamt 7) \| 7 \| Lupe Fiasco \| Lupe Fiasco's The Cool \| – \| \| 8. März 2008 – 14. März 2008 1 Woche (insgesamt 1) \| 1 \| Jim Jones \| Harlem's American Gangster[31] \| – \| \| 15. März 2008 – 28. März 2008 2 Wochen (insgesamt 2) \| 2 \| Webbie \| Savage Life 2[32] \| – \| \| 29. März 2008 – 18. April 2008 3 Wochen (insgesamt 3) \| 3 \| Rick Ross \| Trilla \| – \| \| 19. April 2008 – 25. April 2008 1 Woche (insgesamt 1) \| 1 \| Trina \| Still da Baddest \| – \| \| 26. April 2008 – 16. Mai 2008 3 Wochen (insgesamt 6) \| 6 \| Rick Ross \| Trilla \| – \| \| 17. Mai 2008 – 23. Mai 2008 1 Woche (insgesamt 1) \| 1 \| The Roots \| Rising Down[33] \| – \| \| 24. Mai 2008 – 6. Juni 2008 2 Wochen (insgesamt 2) \| 2 \| Rick Ross \| Trilla \| – \| \| 7. Juni 2008 – 27. Juni 2008 3 Wochen (insgesamt 3) \| 3 \| Bun B \| II Trill \| – \| \| 28. Juni 2008 – 1. August 2008 5 Wochen (insgesamt 5) \| 5 \| Lil Wayne \| Tha Carter III \| – \| \| 2. August 2008 – 15. August 2008 2 Wochen (insgesamt 2) \| 2 \| Nas \| Untitled \| – \| \| 16. August 2008 – 5. September 2008 3 Wochen (insgesamt 8) \| 8 \| Lil Wayne \| Tha Carter III \| – \| \| 6. September 2008 – 12. September 2008 1 Woche (insgesamt 1) \| 1 \| Ice Cube \| Raw Footage \| – \| \| 13. September 2008 – 19. September 2008 1 Woche (insgesamt 1) \| 1 \| The Game \| LAX \| – \| \| 20. September 2008 – 3. Oktober 2008 2 Wochen (insgesamt 2) \| 2 \| Young Jeezy \| The Recession \| – \| \| 4. Oktober 2008 – 10. Oktober 2008 1 Woche (insgesamt 1) \| 1 \| Nelly \| Brass Knuckles[34] \| – \| \| 11. Oktober 2008 – 17. Oktober 2008 1 Woche (insgesamt 3) \| 3 \| Young Jeezy \| The Recession \| – \| \| 18. Oktober 2008 – 12. Dezember 2008 8 Wochen (insgesamt 8) \| 8 \| T.I. \| Paper Trail \| – \| \| 13. Dezember 2008 – 19. Dezember 2008 1 Woche (insgesamt 1) \| 1 \| Ludacris \| Theater of the Mind[35] \| – \| \| 20. Dezember 2008 – 26. Dezember 2008 1 Woche (insgesamt 1) \| 1 \| Scarface \| Emeritus[36] \| – \| |                                            |                                            |                                            |                           |
| ← 2007 |                                            |                                            |                                            | → 2009 →                  |
| Zeitraum | Wo. ges.                                   | Interpret                                  | Titel                                      | Zusätzliche Informationen |
| (Zeitraum, Wochen auf Platz eins, Interpret, Titel, zusätzliche Informationen) |                                            |                                            |                                            |                           |
| 29. Dezember 2007 – 4. Januar 2008 1 Woche (insgesamt 1) | 1                                          | Bow Wow & Omarion                          | Face Off                                   | –                         |
| 5. Januar 2008 – 25. Januar 2008 3 Wochen (insgesamt 3) | 3                                          | Lupe Fiasco                                | Lupe Fiasco's The Cool                     | –                         |
| 26. Januar 2008 – 1. Februar 2008 1 Woche (insgesamt 2) | 2                                          | Jay-Z                                      | American Gangster                          | –                         |
| 2. Februar 2008 – 22. Februar 2008 3 Wochen (insgesamt 6) | 6                                          | Lupe Fiasco                                | Lupe Fiasco's The Cool                     | –                         |
| 23. Februar 2008 – 29. Februar 2008 1 Woche (insgesamt 3) | 3                                          | Jay-Z                                      | American Gangster                          | –                         |
| 1. März 2008 – 7. März 2008 1 Woche (insgesamt 7) | 7                                          | Lupe Fiasco                                | Lupe Fiasco's The Cool                     | –                         |
| 8. März 2008 – 14. März 2008 1 Woche (insgesamt 1) | 1                                          | Jim Jones                                  | Harlem's American Gangster                 | –                         |
| 15. März 2008 – 28. März 2008 2 Wochen (insgesamt 2) | 2                                          | Webbie                                     | Savage Life 2                              | –                         |
| 29. März 2008 – 18. April 2008 3 Wochen (insgesamt 3) | 3                                          | Rick Ross                                  | Trilla                                     | –                         |
| 19. April 2008 – 25. April 2008 1 Woche (insgesamt 1) | 1                                          | Trina                                      | Still da Baddest                           | –                         |
| 26. April 2008 – 16. Mai 2008 3 Wochen (insgesamt 6) | 6                                          | Rick Ross                                  | Trilla                                     | –                         |
| 17. Mai 2008 – 23. Mai 2008 1 Woche (insgesamt 1) | 1                                          | The Roots                                  | Rising Down                                | –                         |
| 24. Mai 2008 – 6. Juni 2008 2 Wochen (insgesamt 2) | 2                                          | Rick Ross                                  | Trilla                                     | –                         |
| 7. Juni 2008 – 27. Juni 2008 3 Wochen (insgesamt 3) | 3                                          | Bun B                                      | II Trill                                   | –                         |
| 28. Juni 2008 – 1. August 2008 5 Wochen (insgesamt 5) | 5                                          | Lil Wayne                                  | Tha Carter III                             | –                         |
| 2. August 2008 – 15. August 2008 2 Wochen (insgesamt 2) | 2                                          | Nas                                        | Untitled                                   | –                         |
| 16. August 2008 – 5. September 2008 3 Wochen (insgesamt 8) | 8                                          | Lil Wayne                                  | Tha Carter III                             | –                         |
| 6. September 2008 – 12. September 2008 1 Woche (insgesamt 1) | 1                                          | Ice Cube                                   | Raw Footage                                | –                         |
| 13. September 2008 – 19. September 2008 1 Woche (insgesamt 1) | 1                                          | The Game                                   | LAX                                        | –                         |
| 20. September 2008 – 3. Oktober 2008 2 Wochen (insgesamt 2) | 2                                          | Young Jeezy                                | The Recession                              | –                         |
| 4. Oktober 2008 – 10. Oktober 2008 1 Woche (insgesamt 1) | 1                                          | Nelly                                      | Brass Knuckles                             | –                         |
| 11. Oktober 2008 – 17. Oktober 2008 1 Woche (insgesamt 3) | 3                                          | Young Jeezy                                | The Recession                              | –                         |
| 18. Oktober 2008 – 12. Dezember 2008 8 Wochen (insgesamt 8) | 8                                          | T.I.                                       | Paper Trail                                | –                         |
| 13. Dezember 2008 – 19. Dezember 2008 1 Woche (insgesamt 1) | 1                                          | Ludacris                                   | Theater of the Mind                        | –                         |
| 20. Dezember 2008 – 26. Dezember 2008 1 Woche (insgesamt 1) | 1                                          | Scarface                                   | Emeritus                                   | –                         |